# Robert Balser
Robert Edward "Bob" Balser (Rochester, 25 de março de 1927 — Los Angeles, 4 de janeiro de 2016) foi um animador e cineasta norte-americano.